# Sharon Bezaly
Sharon Bezaly (Israel, 1972) es una flautista de reconocimiento internacional. Fue elegida "Instrumentista del Año" por la revista Klassik Echo en Alemania en 2002 y "Joven Artista del Año" en los Cannes Classical Awards en 2003. Sharon Bezaly toca una flauta Muramatsu modelo de oro de 24 quilates y domina la técnica de la respiración circular.

## Biografía
Sharon Bezaly comenzó a tocar la flauta con once años. A los catorce, actuó como solista con la Orquesta Filarmónica de Israel bajo la dirección de Zubin Mehta. Estudió en el Conservatorio Superior de Música de París con Alain Marion, Raymon Guiot y Maurice Bourge y fue alumna de Aurèle Nicolet. Tras finalizar sus estudios, entró a formar parte de la Camerata Académica de Salzburgo donde permaneció hasta el año 1997, año en que decidió centrarse en su carrera como solista. Por otro lado, famosos compositores le han dedicado sus obras. Es el caso de Sofia Gubaidulina, Kalevi Aho y Sally Beamish.

## Actuaciones
Sharon Bezaly ha actuado junto a numerosas orquestas, como la Orquesta Filarmónica de Tokio, la BBC National, la BBC Scottish y la BBC Wales, la Orquesta Sinfónica de Goteborg, la Orquesta Filarmónica de Estocolmo, la Nacional Belga, la Rudolfinium de Praga, la English Camber Orchestra, la Orquesta de Cámara de Viena y de Múnich, en lugares como el Musikverein de Viena, el Suntory Hall de Tokio y en diversos festivales como Montpellier o Mozart Festival New York. En música de cámara actúa regularmente con Guidon Kremer y el Cuarteto Bartók.

## Discografía
Sharon Bezaly ha grabado veinte discos con la compañía sueca BIS.
- Dorati: Música nocturna para flauta y pequeña orquesta. Atzmon.
- Kletzki: Concierto para flauta y orquesta. Thomas Sanderling.
- Lindberg: A composer's Portrait. Lindberg.
- Mozart: Conciertos para flauta (cadencias de Kalevi Aho). Kangas.
- Mozart: CUartetos con flauta. Solistas de Salzburgo.
- Sheng: Flue Moon. China Dreams. Postcards. Shui.
- Takemitsu: A String Around Autum. Otaka.
- Gounod, Devienne, Saint-Saëns y Fauré: Aperitif. Música francesa para flauta y orquesta.
- Taffanel, Briccialdi, Chopin, Bazzini y Borne. Flutissimo. Obras para flauta y piano. Nagy.
- Duruflé, Hahn, Winberg y Nicolaieva. Música de Cámara para flauta y piano. Brautigam.
- Aho, Lindberg y Tómasson. Nordic Spell. Conciertos para flauta y orquesta. Lindberg.
- Dean, Von Dohnányi, Chaminade, Debussy, Carter, Boismortier, Arnold, Bach, Berio y otros. Solo Flute from A to Z. Tres discos con música para flauta sola.
- Ravel, Schulhoff, Sherii, Talmi, Eilam.Amzallag, Braun y otros. The Israel Connection. Obras para flauta y piano. Lazic.